# Cratere Lagarto
Lagarto  è un cratere sulla superficie di Marte.